# تشخمور
تشخمور هي قرية في مقاطعة ميانة، إيران. عدد سكان هذه القرية هو 206 في سنة 2006.